# لاکا (استان بورگاس)
لاکا (به بلغاری: Laka) یک منطقهٔ مسکونی در بلغارستان است که در پوموریه واقع شده‌است.